# Dušan Moravčík
Dušan Moravčík (ur. 22 maja 1948 w Bánovie  na Morawach) – czeski lekkoatleta reprezentujący Czechosłowację, długodystansowiec, wicemistrz Europy z 1971.
Zdobył srebrny medal w biegu na 3000 metrów z przeszkodami na mistrzostwach Europy w 1971 w Helsinkach. Na igrzyskach olimpijskich w 1972 w Monachium zajął 5. miejsce w finale tej konkurencji, a także wystąpił w biegu na 5000 metrów, ale nie zakwalifikował się do finału.
Zajął 10. miejsce w finale biegu na 3000 metrów z przeszkodami na mistrzostwach Europy w 1974 w Rzymie. Odpadł w eliminacjach na tym dystansie na igrzyskach olimpijskich w 1976 w Montrealu. Również nie zakwalifikował się do finału tej konkurencji podczas mistrzostw Europy w 1978 w Pradze. Na igrzyskach olimpijskich w 1980 w Moskwie wszedł do finału biegu na 3000 metrów z przeszkodami, w którym zajął 10. miejsce.
Dušan Moravčík był mistrzem Czechosłowacji w biegu na 3000 m z przeszkodami w 1971, 1976 i 1980. 
Pięciokrotnie poprawiał rekord Czechosłowacji na 3000 metrów z przeszkodami, doprowadzając go do wyniku 8:23,8 (17 września 1972 w Monachium). Do 18 maja 2024 był rekordem Czech.
Rekordy życiowe:
- bieg na 800 metrów – 1:49,9 (1971)
- bieg na 1500 metrów – 3:42,4 (1971)
- bieg na 3000 metrów – 7:59,8 (1976)
- bieg na 5000 metrów – 13:40,27 (1972)
- bieg na 10 000 metrów – 28:57,9 (1977)
- bieg na 3000 metrów z przeszkodami – 8:23,8 (1972)